# Leandro Romagnoli
Leandro Atilio Romagnoli (ur. 17 marca 1981 w Buenos Aires) – piłkarz argentyński grający na pozycji ofensywnego pomocnika. Nosi przydomek „Pipi”. Posiada także obywatelstwo włoskie.

## Kariera klubowa
Romagnoli pochodzi z Buenos Aires. Karierę rozpoczął w klubie San Lorenzo de Almagro, w Primera División zadebiutował w 1998 roku. W sezonie 1999/2000 był już podstawowym zawodnikiem zespołu i wraz z Guillermem Franco i Bernardem Romeo stanowił o sile zespołu, który zajął 3. miejsce na koniec sezonu. Kolejny sezon był jeszcze bardziej udany dla zespołu Romagnolego, który strzelił osiem goli, a San Lorenzo wywalczyło mistrzostwo fazy Clausura. W tym samym roku osiągnął kolejny sukces – Copa Mercosur. Natomiast w 2002 roku zdobył Copa Sudamericana. W San Lorenzo przez 6,5 roku wystąpił w 151 meczach i strzelił 22 gole.
Na początku 2005 roku Romagnoli po raz pierwszy w karierze zmienił barwy klubowe. Wyjechał do Meksyku i został piłkarzem CD Veracruz. W fazie Clausura 2005 nie wyszedł z tym klubem do play-offów, podobnie jak w Apertura 2005. W styczniu 2006 roku Romagnoli przeszedł do lizbońskiego Sportingu, z którym wywalczył wicemistrzostwo Portugalii. W sezonie 2006/2007 wystąpił w fazie grupowej Ligi Mistrzów, po raz drugi z rzędu został wicemistrzem kraju, a do tych sukcesów dołożył Puchar Portugalii.
W 2009 roku Romagnoli wrócił do San Lorenzo.
| Sezon   | Klub                   | Kraj       | Rozgrywki        | Mecze | Bramki |
| ------- | ---------------------- | ---------- | ---------------- | ----- | ------ |
| 1998/99 | San Lorenzo de Almagro | Argentyna  | Primera División | 12    | 1      |
| 1999/00 | San Lorenzo de Almagro | Argentyna  | Primera División | 35    | 2      |
| 2000/01 | San Lorenzo de Almagro | Argentyna  | Primera División | 37    | 8      |
| 2001/02 | San Lorenzo de Almagro | Argentyna  | Primera División | 9     | 3      |
| 2002/03 | San Lorenzo de Almagro | Argentyna  | Primera División | 21    | 1      |
| 2003/04 | San Lorenzo de Almagro | Argentyna  | Primera División | 19    | 4      |
| 2004/05 | San Lorenzo de Almagro | Argentyna  | Primera División | 18    | 3      |
| 2004/05 | CD Veracruz            | Meksyk     | Primera Division | 14    | 0      |
| 2005/06 | CD Veracruz            | Meksyk     | Primera Division | 15    | 1      |
| 2005/06 | Sporting CP            | Portugalia | Superliga        | 7     | 1      |
| 2006/07 | Sporting CP            | Portugalia | Superliga        | 23    | 1      |
| 2007/08 | Sporting CP            | Portugalia | Superliga        | 26    | 4      |
| 2008/09 | Sporting CP            | Portugalia | Superliga        | 16    | 2      |
| 2009/10 | San Lorenzo de Almagro | Argentyna  | Primera División | 15    | 2      |
| 2010/11 | San Lorenzo de Almagro | Argentyna  | Primera División |       |        |

## Kariera reprezentacyjna
W 2001 roku Romagnoli wystąpił wraz z młodzieżową reprezentacją Argentyny U-20 na Mistrzostwach Świata U-20. Był tam podstawowym zawodnikiem zespołu, który sięgnął po tytuł mistrza świata.
W dorosłej reprezentacji Argentyny Romagnoli zadebiutował 9 lutego 2003 roku w wygranym 1:0 towarzyskim spotkaniu z USA.